# Emiliano Sciarra
Emiliano Sciarra (Civitavecchia, 6 dicembre 1971) è un autore di giochi, videogiochi, divulgatore ludico, saggista e musicista italiano.

## Biografia
Appassionato di giochi fin dall'età di 12 anni, inizia la sua carriera di autore creando giochi di società e di enigmistica con cui far giocare compagni di scuola e familiari. Nel 1983 fa la prima conoscenza con il mondo dei computer e dei videogiochi, di cui rimane un appassionato (è laureato con lode in Tecnologie Informatiche presso l'Università La Sapienza di Roma).
Nel 1988 pubblica con la Systems Editoriale Ciuffy, uno sparatutto a scorrimento verticale programmato usando il tool di sviluppo SEUCK della Sensible Software per il Commodore 64. Il gioco uscì sul numero 19 di Software Club, il periodico su cassetta collegato alla rivista Commodore Computer Club.
Dal 1999 è socio dell'Associazione Culturale Novecentonovanta, con cui pubblica nello stesso anno il Piccolo Dizionario Informale di Informatica, breve opera divulgativa in stile colloquiale sui termini tecnici dell'Informatica, inserita nella collana Criptoeditoria. Prima di dedicarsi professionalmente ai giochi affronta esperienze come analista e programmatore freelance per aziende ed esercizi commerciali del centro Italia.
Dal 1999 collabora anche con la fanzine Un'Altra Cosa, edita dalla stessa Associazione Novecentonovanta, scrivendo articoli che spaziano da rompicapo logico-matematici a giochi originali fino a riflessioni e dibattiti di ludologia. Sulla stessa fanzine scrivono anche Domenico Di Giorgio, Andrea Angiolino, Ennio Peres, Marco Donadoni, Derek Carver, Paolo Fasce, Silvano Sorrentino, Beatrice Parisi e Beniamino Sidoti, buona parte dei quali avevano fatto parte della squadra che aveva dato vita alla rivista GiocAreA, pubblicata dalla Nexus.
Nel 2000 pubblica sui numeri 69 e 70 della rivista specializzata PowerKaos (precedentemente nota come Kaos, edita dalla Nexus) il gioco da tavolo Invader. Creato nell'agosto dello stesso anno, Invader è ispirato ai videogiochi sparatutto spaziali dei primi anni ottanta come Space Invaders.

### Bang!
Nel 2002 pubblica Bang! con la daVinci Editrice, gioco di carte ambientato nel Far West: creato circa due anni prima, il gioco in forma di prototipo aveva conquistato i soci del Circolo Scacchistico locale (fondato dallo stesso Sciarra nel 1998), che lo giocavano assiduamente a scapito degli scacchi. Per disegnare le illustrazioni viene ingaggiato Alessandro Pierangelini sotto la direzione dell'art director Stefano De Fazi, anche loro entrambi di Civitavecchia così come il direttore editoriale, Domenico di Giorgio.
Il gioco debutta nel luglio 2002 e, senza nessun lancio pubblicitario e senza alcuna esperienza precedente da parte della casa editrice, vende le 2400 copie della prima tiratura in meno di tre mesi anziché nei tre anni previsti. Bang!, distribuito ufficialmente in oltre 20 paesi nel mondo ha superato il tetto dei 2 000 000 di copie vendute, senza contare le numerose espansioni e i vari giochi derivati come Bang! Dice e Samurai Sword. Nell'ottobre dello stesso anno Bang! vince il Best of Show alla fiera Lucca Comics & Games.
Nel 2004 Sciarra vince per Bang! un Origins Award come Best Traditional Card Game (un altro Origins Award va a Stefano De Fazi e Alessandro Pierangelini per la grafica del gioco). L'anno successivo diviene membro ad honorem della Academy of Adventure Gaming Arts and Design negli USA.
Nel 2005 e nel 2006 è stato giurato per il concorso Gioco Inedito promosso da Lucca Comics & Games in collaborazione con la daVinci Editrice.
Negli anni seguenti Sciarra si concentra sulle varie espansioni di Bang!: nel frattempo svolge attività diverse come consulente per le aziende sulla privacy, docente e consulente a vari livelli per corsi di informatica, musicista e grafico pubblicitario.

### Saggistica
Nel 2010 Sciarra pubblica per la Mursia L'Arte del Gioco, un saggio che propone una definizione di gioco adatta alla critica ludica e che sostiene la tesi del gioco come una particolare forma d'arte.
Nel 2017 viene dato alle stampe il volume Il simbolismo dei giochi per le edizioni Unicopli, appartenente alla collana InGioco di cui lo Sciarra è anche il Direttore Editoriale. Il testo è una ricerca sul valore simbolico dei giochi più antichi (fra cui Scacchi, Tarocchi, Backgammon, Scale e Serpenti, Pachisi, Gioco dell'Oca e altri), attingendo alle dottrine delle civiltà delle varie epoche, per dimostrare che l'origine stessa dei giochi non è nel puro divertimento o svago ma è collegata a importanti valenze religiose e addirittura sacre.
Nel 2018 pubblica sempre per le Edizioni Unicopli il libro L'Autore di Giochi, dove Sciarra condensa l'esperienza di quindici anni di creazione di giochi in una guida per aiutare chi volesse sviluppare un'idea in un gioco pubblicabile, con indicazioni pratiche sui materiali, gli standard industriali, il mercato, il rapporto con gli editori e l'annoso problema del copyright nei giochi.

### Altre attività
Sciarra si occupa di mostre e conferenze (nelle quali talvolta interviene anche personalmente come relatore) su svariati argomenti che spaziano dall'archeologia allo studio delle arti e scienze tradizionali, dai giochi fino all'utilizzo dei videogiochi nell'ambito dei corsi universitari (come la conferenza Games@University tenuta il 12 novembre 2001 alla Facoltà di Informatica dell'Università La Sapienza di Roma per iniziativa dell'Association for Computing Machinery Roman Chapter, di cui Sciarra è fra i fondatori).
Dal 2010 fino alla chiusura della rivista ha tenuto la rubrica Ars Ludica sulla rivista ludica Tangram e fra il 2014 e il 2015 è stato fra i collaboratori fissi del bimestrale online Coachmag. Nel 2016 figura fra i collaboratori della rivista Il Gioco.

### Musica
Sciarra è un pianista blues ed è stato tastierista in vari gruppi musicali amatoriali. È autore di musiche per spettacoli, documentari e film.

## Opere

### Videogiochi
- Ciuffy, pubblicato sul numero 19 di Software Club, Systems Editoriale, 1988 (videogioco per Commodore 64)

### Giochi
- MicRun, pubblicato sul numero 4 di Un'Altra Cosa, Novecentonovanta, dicembre 1999-gennaio 2000. Ripubblicato su GiocAreA OnLine n. 1, daVinci Editrice, aprile 2003[17]
- Invader, pubblicato sui numero 69 e 70 di PowerKaos, Nexus, settembre-ottobre e ottobre-novembre 2000. Ripubblicato su GiocAreA OnLine n. 25, daVinci Editrice, dicembre 2006. Illustrato dall'autore[18]
- Bang!, daVinci Editrice, luglio 2002. Il gioco è stato pubblicato in Francia anche con il nome di Wanted!. Illustrato da Alessandro Pierangelini
- High Noon (Mezzogiorno di fuoco), daVinci Editrice, settembre 2003 (espansione per Bang!). Illustrato da Toni Cittadini
- Dodge City, daVinci Editrice, maggio 2004 (espansione per Bang!). Illustrato da Alessandro Pierangelini
- Bang! - Face Off, Arima/daVinci, luglio 2005 (gioco in PDF). Illustrato da Eriadan (Paolo Aldighieri)
- A Fistful of Cards (Per un pugno di carte), daVinci Editrice, ottobre 2005. Illustrato da eriadan
- MemoEnergia (in collaborazione con Marco Maggi, Francesco Nepitello, Giacomo Sottocasa, Matteo Cortini, Leonardo Moretti, Mario Pasqualotto), ARPA Sicilia, novembre 2006[19]
- Bang! - The Bullet, daVinci Editrice, ottobre 2007 (versione deluxe con tutte le espansioni e i personaggi promozionali usciti fino al 2009)
- Wild West Show, dV Giochi (ex daVinci Editrice), maggio 2010 (espansione per Bang!). Illustrato da Alberto Bontempi
- Gold Rush, dV Giochi, giugno 2011 (espansione per Bang!)
- Samurai Sword, dV Giochi, ottobre 2011
- Rising Sun, dV Giochi, febbraio 2014 (espansione per Samurai Sword)
- Bang! The Valley of Shadows, dV Giochi, settembre 2014 (espansione per Bang!). Illustrato da Alberto Bontempi
- Bang! The Duel, dV Giochi, ottobre 2015. Illustrato da Rossana Berretta
- Bang! The Walking Dead, dV Giochi, ottobre 2015
- Bang! Halo, USAopoly, 2015
- Bang! Heroes of the Storm, USAopoly, 2015
- Bang! Armed & Dangerous, dV Giochi, 2017 (espansione per Bang!). Illustrato da Stefano Landini
- Captain Marvel: Secret Skrulls, USAopoli, 2019 (versione di Bang! con licenza Marvel)
- Bang! The Duel - Renegades (espansione per Bang! - The Duel), ottobre 2019. Illustrato da Rossana Beretta
- FARMED, gioco didattico per conto dell'IFAD, illustrato da Alberto Bontempi, febbraio 2020 (1ª edizione) e marzo 2021 (2ª edizione). Entrambe fuori commercio con regolamento e materiali liberamente scaricabili[20].
- Bang! The Great Train Robbery, febbraio 2023. Illustrato da Stefano Landini
- PlaySicurezza, Soluzioni/PlaySicurezza, settembre 2021, gioco per la formazione sulla Sicurezza sul Lavoro (fuori commercio). Illustrato da Simone Rosati. Prodotto in seguito con il nome PperD [21]
- Bang! Dynamite Box, dV Giochi, 2023 (versione celebrativa dei 20 anni del gioco con tutte le espansioni uscite nel tempo)
- Bang! Legends, dV Giochi, 2024. Illustrato da Cristiana Leone
- Bang! Most Wanted, dV Giochi, 2024 (raccolta di carte promozionali)
- Intervengo Io!, PlaySicurezza, 2025, altro gioco per la formazione sulla Sicurezza sul Lavoro (fuori commercio). Illustrato da Simone Rosati[22]

### Articoli e recensioni
- Le Mille e Una Notte Arcane, su Un'Altra Cosa numero 1,2,3,4, Novecentonovanta, giugno 1999-gennaio 2000
- L'arte del gioco, su Un'Altra Cosa numero 6, Novecentonovanta, aprile-maggio 2000
- L'arte del gioco - seconda parte, su Un'Altra Cosa numero 8, Novecentonovanta
- Wongar, su PowerKaos numero 69, Nexus, settembre-ottobre 2000
- Le parole della Mucca (in collaborazione con Domenico Di Giorgio), su PowerKaos numero 72, Nexus, agosto 2001
- Il Tressette a Casa Mia..., su PowerKoas numero 74, Nexus, gennaio 2002
- La disfida napoletana (in collaborazione con Domenico Di Giorgio e Edgardo Bellini) su Un'Altra Cosa numero 11
- BANG!, su Un'Altra Cosa numero 12, Novecentonovanta
- BANG! col botto!, su Un'Altra Cosa numero 13, Novecentonovanta, aprile 2003

### Libri
- Piccolo dizionario informale di informatica, Novecentonovanta (edizione numerata ad uso degli associati di Novecentonovanta), Civitavecchia 1999
- L'arte del gioco, Mursia, Milano 2010
- Family Games: the 100 best, (capitolo su Knightmare Chess), a cura di James Lowder, Green Ronin Publishing, Seattle 2010
- Il simbolismo dei giochi, Unicopli, Milano 2017
- L'autore di giochi, Unicopli, Milano 2018

### Altre pubblicazioni e opere
- MagiCards, SpeedySoft, 1996 (programma per l'archiviazione e la gestione dei mazzi di carte del gioco Magic: The Gathering della Wizards of the Coast)

## Teatro

### Compositore
- Scacchiera Vivente di Civitavecchia (musiche di scena), 1998-1999
- W la musica, regia di E. Meacci, 2012
- Fantasmi e tavolini parlanti (sigla di apertura), 2012
- A... come amore (alcune musiche di scena), 2012

## Filmografia

### Compositore
- Adech, regia di Alessandro Cecchini (2014)[23]

## Riconoscimenti
- Best of Show, LuccaComics&Games 2002, per Bang!
- Miglior Gioco dell'Anno, AcquiComics 2002, per Bang!
- Best Card Game, AUGA, 2002, per Bang!
- Best Traditional Card Game, Origins Award 2003, per Bang![7]